# Limenitis elea
Limenitis elea är en fjärilsart som beskrevs av Fabricius 1793. Limenitis elea ingår i släktet Limenitis och familjen praktfjärilar. Inga underarter finns listade i Catalogue of Life.

## Bildgalleri

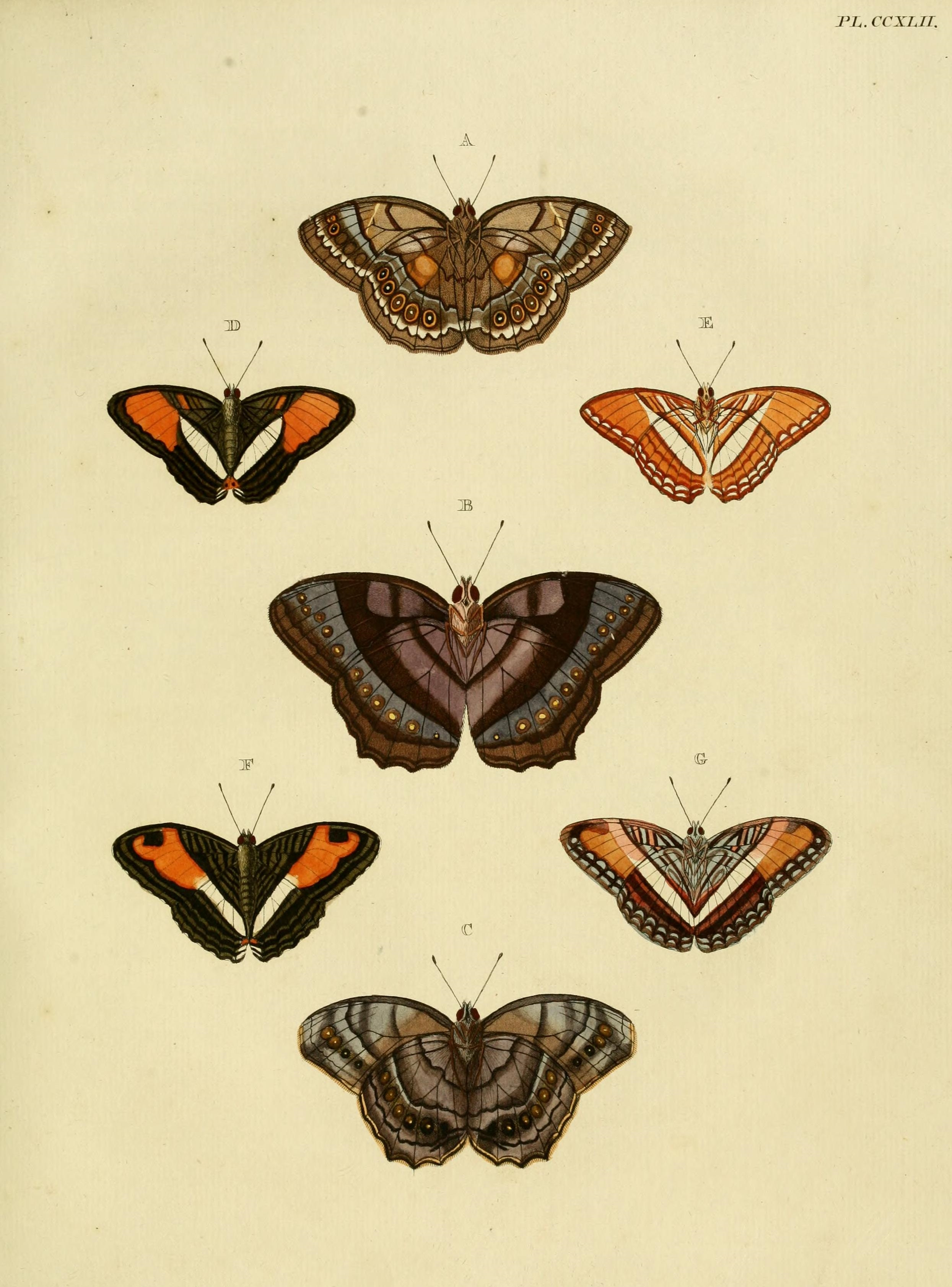